# Виїздка
Виїздка (вища школа верхової їзди) — один з видів класичного кінного спорту. Проводиться у перший день змагань.

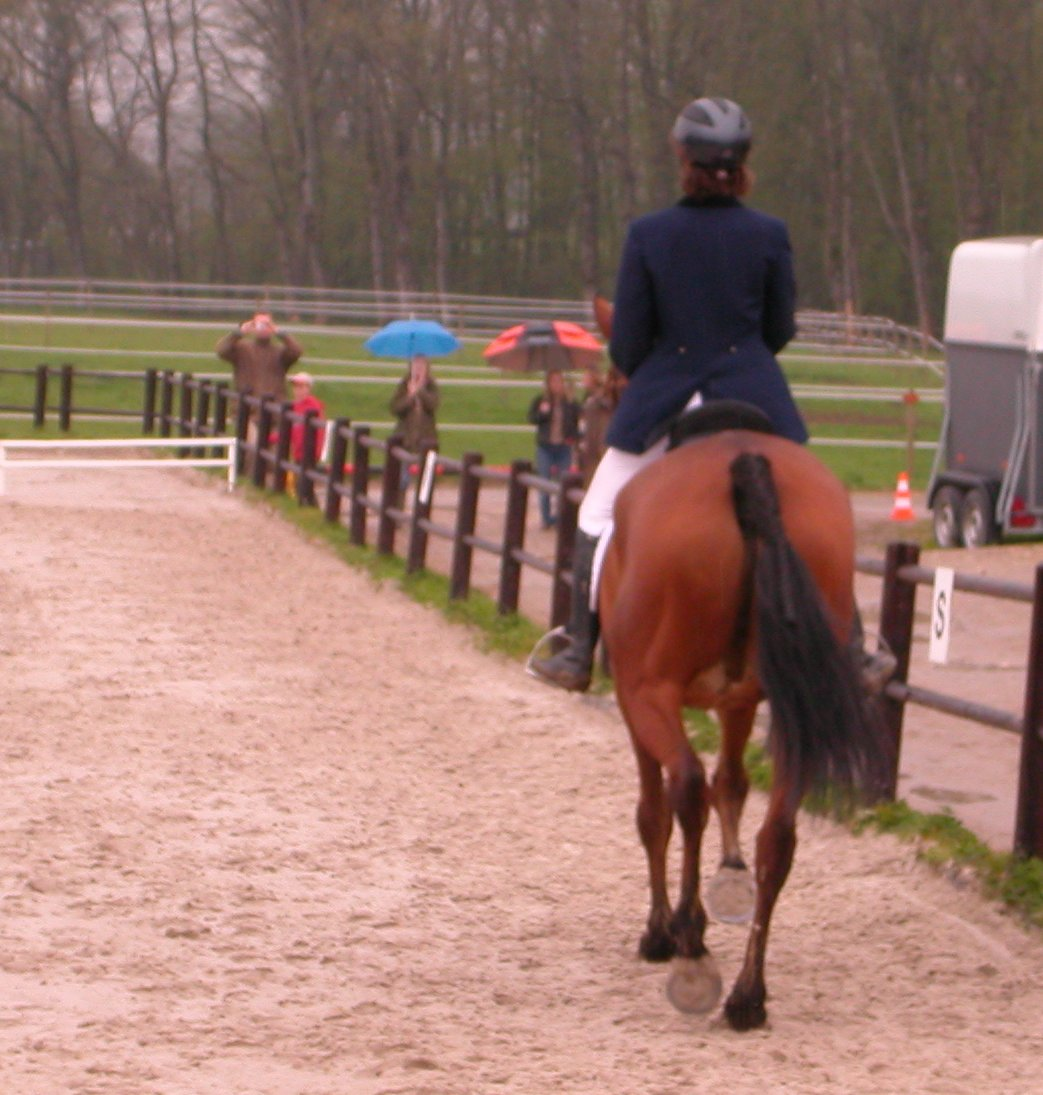
Арена

Виїздка демонструє гармонійну взаємодію коня та вершника через чіткість виконання певних фігур і вправ, досконалість керування конем. Під час змагань вершник має продемонструвати правильність рухів коня на всіх алюрах. Оцінюється також гармонія рухів коня й посадка вершника. Виїздка включена в програму літніх Олімпійських ігор з 1912, а чемпіонати світу проводяться з 1966 року.
Сучасні змагання з виїздки проводяться на абсолютно рівній, прямокутній арені, розміром 60×20 м. Периметр арени оточений низькою огорожею, на якій є 12 позначок-літер, що вказують вершнику де починати рух і де закінчувати, а також де змінювати темп. Змагання розпочинаються виїздом вершника до відміченої центральної лінії і зупинкою для привітання. Кінь повинен стояти на чотирьох ногах не рухаючись. Кінь і вершник повинні продемонструвати завчену на пам'ять серію фігур, відомих як «елементи» (вольт, серпантин, вісімка). В усіх змаганнях кінь повинен продемонструвати наступні алюри: крок, клус і галоп, а також плавні переходи всередині та між ними.

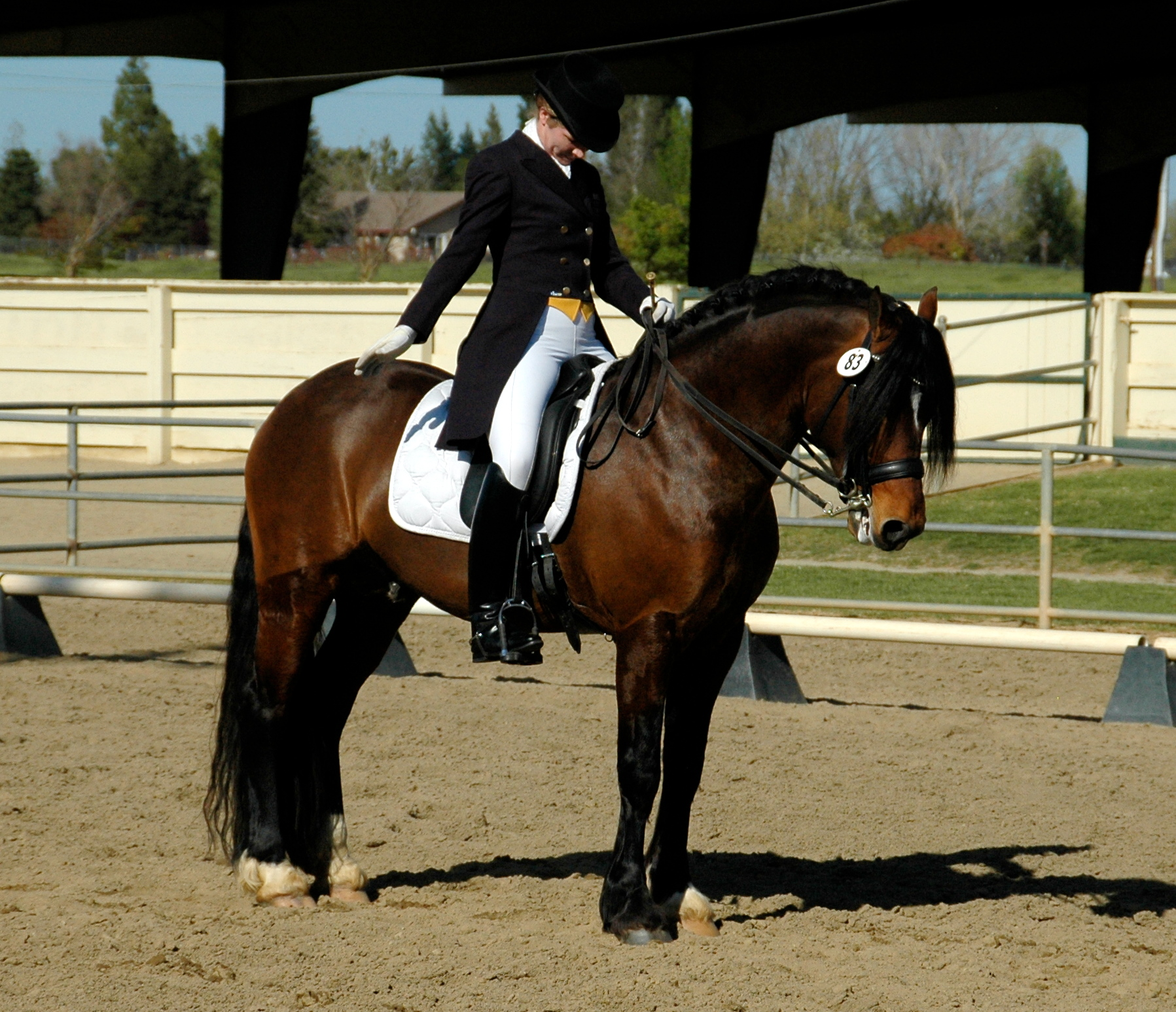
Привітання

Складність тестів різна для досвідчених вершників, юніорів, поні-вершників та дітей. Стандартна формула для всесвітніх ігор FEI (Міжнародна федерація кінного спорту) і континентальних чемпіонатів та Олімпійських Ігор складається з Гран-прі, Виїздка Великого Призу та Гран-прі Фрістайл (Кюр) тестів. За тестом Фрістайл, спортсмен може вільно виступати у власному стилі, самостійно обираючи, які елементи та у якій послідовності виконувати, проте деякі обов'язкові елементи мають бути включені в їзду. В усіх інших тестах спортсмени повинні дотримуватися визначеної програми.
Оцінювання виконання кожного елементів здійснює колегія у складі п'яти суддів. За виконання елемента присуджують оцінку від 0 до 10. За помилки у послідовності виконання програми змагань вершника штрафують. Перший раз знімають 5, другий — 10, третій — 15 очок, а в разі четвертої помилки спортсмена виключають із змагань. Оцінки переводяться у відсотки і вершник або команда з найвищою сукупною оцінкою, оголошується переможцем.